# Lori novoguinejský
Lori novoguinejský (někdy též lori novobritský nebo lori tříbarvý, Lorius lory) je druh papouška lori z čeledi papouškovití. V přírodě se vyskytuje od Jávy po Novou Guineu.
Nejčastěji obývá lesy a okraje lesů v nižších nadmořských výškách do 1000 m n. m. (výjimečně do 1750 m n. m.) nebo kokosové plantáže. Nejčastěji žije v párech, občas ve skupinách po 10 a více jedincích.

## Popis
Lori novoguinejský je velký cca 31 cm. Má zelená křídla, které jsou zvýrazněny červenou barvou na těle pod nimi a ve spodní obličejové části. Na hlavě má tento lori „černou čepici“, nozdry jsou šedočerně zbarvené, zobák je červený, nohy jsou šedomodré. Kolem červených opeření a na nohou jsou plochy modře zbarveného peří, spodek křídel a ocasních per jsou žluté.
Samice klade dvě vejce na kterých sedí asi 24 dní. Mláďata se vylíhnou za 4 týdny a vyletují asi po 10–11 týdnech.

## Potrava
Lori tříbarevný se živí tak jako většina papoušků lori – pylem, nektarem, ovocem a drobným hmyzem.

## Poddruhy
U druhu lori tříbarevný rozlišujeme 7 poddruhů:
- L. l. Lory
- L. l. Erythrothorax
- L. l. Somu
- L. l. Salvadorii
- L. l. Viridicrissalis
- L. l. Jobiensis
- L. l. Cyanuchen

Poddruh cyanuchen patří se svým počtem méně než 5000 jedinců mezi ohrožené druhy.

## Chov v zoo
V rámci evropských zoo patří k vzácně chovaným druhům, k vidění je jen v 17 evropských zoo. V Česku byl v roce 2018 chován pouze v Zoo Ostrava. Prvoodchov v českých zoo se však podařil v roce 2004 v Zoo Praha.